# Droga wojewódzka 857
Die Droga wojewódzka 857 (DW 857) ist eine 20 Kilometer lange Droga wojewódzka (Woiwodschaftsstraße) in der polnischen Woiwodschaft Karpatenvorland und der Woiwodschaft Lublin, die Modliborzyce mit Zaklików verbindet. Die Strecke liegt im Powiat Janowski und im Powiat Stalowowolski.

## Streckenverlauf
Woiwodschaft Lublin, Powiat Janowski
-  Modliborzyce (DK 19, DK 74)
- Słupie
- Stojeszyn Drugi
- Brzeziny
- Potoczek

Woiwodschaft Karpatenvorland, Powiat Stalowowolski
- Łysaków
-  Zaklików (DW 855)